# Pári
Pári  (dt.: Paar) ist eine ungarische Gemeinde im Kreis Tamási im Komitat Tolna. Sie liegt sieben Kilometer südlich von Tamási.

## Geschichte
Von 1984 bis 2006 gehörte Pári zu Tamási. Seit Oktober 2006 ist es eine eigenständige Gemeinde.

## Gemeindepartnerschaft
- Burgstädt, Deutschland

## Sehenswürdigkeiten
- Heimatkundliche Ausstellung (Tájszoba)
- Kalvarienberg (Kálvári-domb)
- Römisch-katholische Kirche Szent Mihály arkangyal, erbaut 1768–1788

## Verkehr
Pári ist nur über die Nebenstraße Nr. 65153 zu erreichen. Der nächstgelegene Bahnhof befindet sich östlich in Keszőhidegkút-Gyönk.